# Скинхедс
Скинхедс или Бръснати глави (на английски: skin – кожа, head – глава), разговорно скинове, скинари, е название на представители на младежка субкултура, появила се в Лондон през 60-те години. Въпреки произхода на думата, традиционните скинхедс никога не са бръснели главите си изцяло, нула номер.

## История

### Създаване на движението в Англия
Началото на движение започва след края на Втората световна война във Великобритания. Основно скинхедс произлизат от работническата класа, затова и типично за тях е носенето на работнически дрехи. Първоначално движението е аполитично, но в по-късен етап се политизира и придобива ляв или десен оттенък, съответно комунистически и анархистки от една страна и националсоциалистически от друга.

### Движението в Германия
В началото на 70-те години Скинхедс движението набира мощ и в Германия, разделена на Източна и Западна. В началото на 80-те години започва и появяването на музикални групи, които пеят предимно Ой!, някой стават много популярни, като Бьозе Онкелс и Ландзер.
През 90-те, когато настъпват промените в Германия, отново има връх на агресията към малцинствата. В град Солинген и берлинския квартал Кройцберг, населявани предимно от етнически турци, се извършват множество нападения над деца, жени и мъже. В Солинген се стига и до смъртни случаи при побой над турци.

### Движението в България
През 90-те години на 20 век и в България се появява движението Скинхедс, различаващо се от подобните западни движения. Регистрирани са сблъсъци между тях и цигани в повечето български градове, хулигански прояви и насилие по улиците. Повечето български скинхедс са известни с това, че пребиват цигани, араби и други чужденци - в много случаи без основателна причина. Активни са в протести, факелни шествия и манифестации. Регистрирани са чести нападения от скинари в софийския градски транспорт, най-често в автобусите 26, 83, 310, 76 и други. Скинарите нападат най-често в група. В градския транспорт нападенията се извършват най-често от младежи по един или двама. Най-честите нападения са в района на НДК и центъра от младежи на възраст 15-18 години.

### Движението в Русия
През 1995 година броят на скинхедс е бил едва 200 души, докато през 2005 articles.sfgate.com съобщава че броят им е от 100 000 до 500 000 скинхедс.

## Облекло
Както и при другите младежки „култури“, „правилното“ облекло има задачата да отграничи от една страна скинхедс от обществото и от друга – да докаже принадлежността им към определена група.

### Обувки
- Док Мартенс – Обувките са работни, подковани или не, може да са и половинки. Цветът им е обикновено черен или бордо. Обикновено са с дебели подметки.
- Рейнджърски обувки или Combat Boots от кожа.
- Обувки на командос от плат, частично от кожа, например т.нар. Hi-Tec Magnum или подобни (носят се през 90-те години).
- Най-известните кубинки днес са Undercover, Invader, doc Martens, Rangers и Steel.

### Панталони
- Стандартни светли дънки Levi's
- White Power Skinheads носят също и камуфлажни военни панталони обикновено бели или зелени.

### Тиранти
- Английски тиранти в различни цветове.

### Якета
- Английски пилотски якета от найлон, произвеждани през 1970-те.
- Donkey Jackets – обикновени английски работнически якета от черен филц, които и днес се носят и са етикет за работническата класа. Типичната кръпка от кожа на раменете би трябвало да служи при носене на тежки товари или да предпазва от дъжд. Това яке се нарича бомбер.

Някои скинхедс предпочитат по-цивилното облекло и затова заменят работническото облекло с марково спорно: бомбера с яке тип Harrington и спортни модели на Adidas като Stan Smith, Samba, Italia, SL 72 вместо кубинките, а също и Ben Sherman, Lonsdale, Fred Perry. Така те се приближават до друга субкултура – football casual.
В България повечето така наречени скинари носят New Balance и черно облекло

## Проявления
- Традиционни скинхедс (Traditional Skinheads, Trojan Skinheads).
- S.H.A.R.P. (Skinhead Against Racial Prejudices, Скинхедс против расовите предразсъдъци). Появяват се в САЩ през 80-те години на 20 век.
- White Power Skinheads – Появяват се в началото на 70-те години и днес заемат най-значителен дял от скинхед движенията. Обявяват се против емигрантите, наркотиците, хомосексуализма и други. Повечето от тях са последователи на движенията Blood and Honour, Combat18, Hammerskins.
- R.A.S.H. (Red & Anarchist Skinheads – Червени и анархистични скинхедс). От самото начало това движение поддържа позицията на революционния анархизъм и комунизъм. Други по-известни антифашистки и антирасистки организации са: A.N.A. (Anti-Nazi Front), Y.R.E. (Youth Against Racism in Europe), Antifa (Germany).
- G.S.M (Gay SkinHeads Movement) – гей-скинхедс
- Straight Edge Skinheads – Този чист начин на живот е по-популярен сред наци скинхедс, именно заради това, че Хитлер е пример за Стрейт Едж живота. Стрейт Едж (права линия) възбужда личностното развитие и просперитет, като насърчава забавното и духовно единение чрез творчески проекти. Това движение се опитва да отвлече вниманието на хората от различните видове пристрастявания: наркотици, нездравословен начин на живот, зависимост от телевизията, хазарт или други лоши навици, които са общи за съвременната култура. Последователите на тази идеология приемат изцяло националсоциалистическите идеи, които са единствените противопоставящи се на започнатия разпад на човешката общност. Движението се е превърнало в бунт срещу болестите на обществото. При появата си NS Straight Edge движението поема курс към спорта, активната улична пропаганда и преките действия.